# BITNET
BITNET은 뉴욕 시립 대학교(CUNY)의 Ira Fuchs와 예일 대학교의 그레이던 프리먼(Greydon Freeman)이 1981년에 설립한 미국 대학 컴퓨터 협동 네트워크이다. 첫 번째 네트워크 링크는 뉴욕 시립 대학교와 예일 대학교 사이에 있었다.
BITNET이라는 이름은 원래 "Because It's There Network"를 의미했지만, 마침내 "Because It's Time Network"를 의미하게 되었다.
BITNET에 가입하려는 대학은 사이트에서 기존 BITNET 노드까지 데이터 회선(전화선)을 임대하고 데이터 회선의 각 끝에 모뎀을 구매하여 연결 지점 사이트로 보내고 다른 기관이 해당 사이트에 무료로 연결할 수 있게 허용해야 했다.
1980년대 초, 미국 국립과학재단(NSF)은 네트워킹의 이점을 널리 알리기 위해 여러 가지 계획을 실행했다. 이러한 노력 중 하나는 CSNET이라고 하며 TCP/IP를 사용하여 전국의 여러 컴퓨터 과학 부서를 연결했다. 또 다른 하나는 전국 여러 지역의 대학을 연결하는 지역 컴퓨터 네트워크 네트워크였다. 1981년에 여러 대학이 함께 모여 수천 명의 신규 사용자가 처음으로 이메일 및 파일 전송과 같은 혁신을 경험할 수 있도록 하는 BITNET을 형성했다. 이러한 새로운 네트워크는 모두 컴퓨터 네트워크의 가능성을 보여 주었으며 NSFNET과 같은 강력한 전국 네트워크에 대한 수요를 촉발하는 데 도움이 되었다.

## 같이 보기
- 인터넷의 역사